# Classification phylogénétique
La classification phylogénétique ou classification cladistique est une forme de classification des êtres vivants qui repose sur leur phylogénie. Elle prend son origine dans les travaux d'une école de taxonomie dite systématique phylogénétique ou systématique cladistique ou cladisme,,. Cette approche a pour objectif de rendre compte des relations de parenté entre les taxons, s’agissant seulement de l'apparentement, c'est-à-dire des relations de groupes frères et non des relations généalogiques d'ancêtres à descendants, entre des groupes d'organismes quel que soit leur rang taxonomique. Elle ne reconnaît que des groupes monophylétiques (clades, groupes qui contiennent tous les descendants de leur dernier ancêtre commun,) comme les mammifères et les oiseaux et ne reconnaît pas les groupes paraphylétiques comme les reptiles ou les poissons (qui ne contiennent pas tous les descendants de leur dernier ancêtre commun), contrairement à la systématique évolutionniste. Aujourd'hui, le cladisme est l'école de pensée dominante (mais non consensuelle) dans le domaine académique et la classification phylogénétique a remplacé en grande partie les classifications traditionnelles dans la plupart des milieux scientifiques et universitaires, ainsi que dans l'enseignement secondaire en France, et même dans l'enseignement primaire.
Cette classification est principalement fondée sur l'analyse cladistique, une méthode de reconstruction phylogénétique formalisée en 1950 par Willi Hennig, publiée en Allemagne. La traduction anglaise de son livre ayant été publiée en 1966, celle espagnole en 1968, Hennig trouva un plus large auditoire. Cette méthode révolutionna ainsi toute la systématique à partir de la fin des années 1960. En 1974, la classification cladistique fait l'objet d'un débat entre Ernst Mayr (1904-2005) et Willi Hennig (1913-1976) qui a marqué les relations entre phylogénéticiens évolutionnistes et cladistes,,. La cladistique est vulgarisée en français en 1980, conduisant à la diffusion des bases de la classification cladistique hors des milieux académiques,. L'analyse cladistique qui sert de base à l'établissement de cette classification considère les caractères à toutes les échelles à valeur égale[réf. nécessaire] : les caractères macroscopiques et microscopiques issus de l'anatomie comparée et de l'embryologie, les caractères moléculaires issus de la biochimie et de la biologie moléculaire, ainsi que les données apportées par la paléontologie. Le cladisme désigne une école de pensée et a donc un sens plus large que l'analyse cladistique (ou méthodes cladistiques), celle-ci étant également utilisée par des systématiciens issus des autres écoles de taxonomie comme l'évolutionnisme.

## Principes

### Critiques des classifications traditionnelles

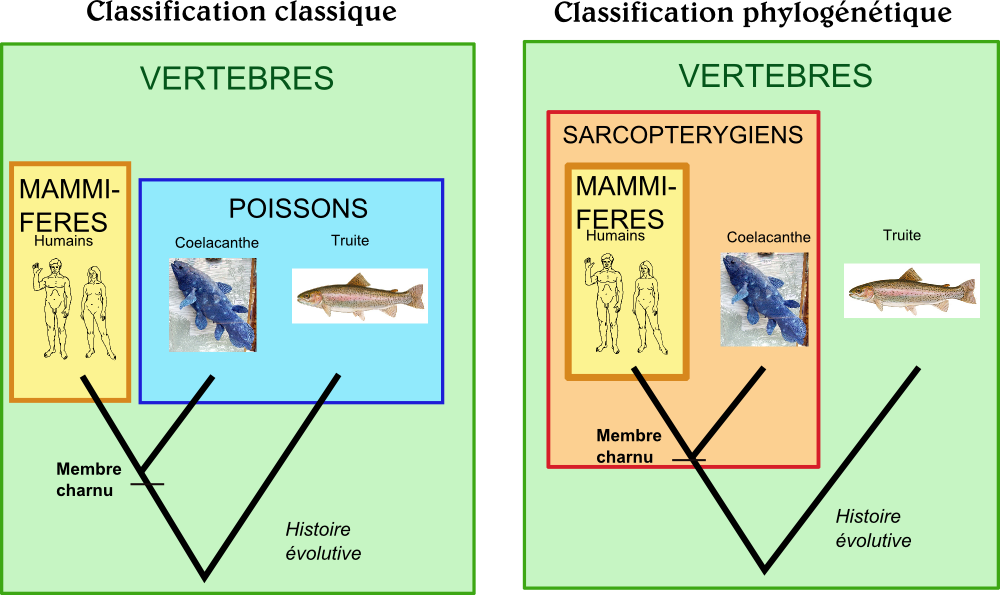
Comparaison entre classifications classique et phylogénétique. Dans cette dernière, le groupe des poissons n'existe pas. Et le « poisson » Cœlacanthe est plus proche des humains que de la truite, comme le montrent les études en phylogénie.

Les classifications traditionnelles n'ont pas toujours eu pour objectif de retracer la parenté et l'évolution des espèces. Il existait des classifications scientifiques dans un contexte pré-évolutionniste. Or, selon cette classification, on peut être amené à penser qu'un poisson sera toujours plus proche d'un autre poisson que d'une autre espèce non poisson. Cela n'est en fait pas toujours vrai. En effet, les poissons sont caractérisés par des écailles et des nageoires. Or les humains partagent avec certaines espèces de poissons, comme les Cœlacanthes, un autre caractère : le membre charnu et non rayonné. Ce dernier caractère n'est pas présent chez la truite par exemple. Le cœlacanthe est-il plus proche de l'humain ou de la truite ? Faut-il utiliser pour établir la parenté la plus étroite, le membre charnu ou la présence de nageoires ?
Les études évolutives ont montré que certains caractères ont évolué pour se transformer. C'est le cas de la nageoire des poissons qui s'est transformée en membre marcheur chez les tétrapodes, comme les humains. La classification classique, en utilisant le caractère « nageoire », exclut les humains du groupe qui présente des nageoires, alors que ce caractère est présent mais sous une forme évoluée. C'est la même chose si on utilise des caractères ancestraux tels que la présence d'écailles (qui ont disparu chez certaines espèces) ou la forme hydrodynamique du corps. En utilisant les caractères les plus visibles, la classification classique ne permet pas d'estimer correctement les degrés de parenté entre espèces. Cette classification est toutefois utile aux reconnaissances d'espèces par des clés de détermination, ou pour la gestion de collections biologiques.

### Organisation en clades
Chaque groupe ou clade doit répondre à une même définition : un clade comprend tous les descendants d'un ancêtre et l'ancêtre lui-même. On parle aussi de groupe monophylétique. Ainsi, des espèces d'un même clade seront toujours plus proches entre elles que d'une autre espèce extérieure à ce clade. Ce n'est pas le cas avec certains groupes de la classification classique, comme les poissons, qui ne forment pas un clade.
Certains groupes, comme les mammifères, présents dans la classification classique, constituent bien des clades ; ces groupes ont été conservés dans la classification phylogénétique. Les représentants d'un clade présentent au moins un caractère dérivé propre à tout le groupe, comme la présence de mamelles pour les mammifères. Ce n'est pas le cas des poissons, des reptiles, qui présentent des caractères ancestraux, et des caractères dérivés (évolués), mais qui ne leur sont pas exclusifs (exemple : la présence de doigts pour les reptiles). Un caractère dérivé a été hérité d'un même ancêtre commun.

## Méthodes
La systématique moderne prend en compte tous les caractères héritables et même les pertes secondaires de caractère, pertes secondaires que l'embryologie, par exemple, peut mettre en lumière. Les caractères vont de ce qui est visible (anatomie et morphologie, fondement de la classification traditionnelle) jusqu'aux séquences d'ADN et d'ARN, en passant par les protéines et les données de la paléontologie. Le séquençage de certaines parties du génome, comme le génome mitochondrial ou l'ARN ribosomique a permis, dans les dernières années, de faire des progrès importants dans la classification et de résoudre maints problèmes séculaires.

### Cladistique morphologique
Oiseaux et mammifères sont donc définis selon leurs propres synapomorphies. Comme la construction de la classification se fait en subordonnant les taxons les uns aux autres, il en résulte une organisation en forme d'arbre, où le vivant dans son ensemble est représenté par le tronc de l'arbre. Le tronc se divise en branches subdivisées en d'autres branches. Chacune de ces branches, appelées « clades » (du grec κλάδος, klados, « branche »), est un taxon disposant d'au moins une synapomorphie qui le caractérise et qui le rend valable au sein de la classification. Les points d'où bourgeonnent les branches les unes à partir des autres, les « nœuds », représentent les ancêtres de chaque groupe.
L'expression graphique d'un clade ou ensemble de clades est un cladogramme.
Les cladogrammes, qui constituent le grand cladogramme qu'est l'arbre phylogénétique, du fait du nombre gigantesque de caractères et d'espèces pris en compte, font appel à des algorithmes complexes exécutés par des logiciels spécialisés. Des algorithmes différents peuvent donner des résultats différents. Dans ce cas, celui qui répondra le plus au critère de parcimonie sera retenu (de tous les arbres possibles, de tous les cladogrammes possibles, le plus parcimonieux est celui qui demande le moins de transformations de caractères). L'arbre phylogénétique est, en effet, un ensemble de points de branchements, de niveaux. Chaque niveau étant assimilé à un nœud, les nœuds sont obligatoirement un organisme théorique qui posséderait les synapomorphies partagées par les nœuds postérieurs dans le cladogramme. Si un nouvel organisme (fossile ou vivant) est découvert, possédant ou pas ces synapomorphies ou en possédant d'autres, un nouvel arbre doit être construit. À terme, si l'arbre restitue la totalité des relations connues de parenté, tous les branchements devraient être binaires.
Le sens des dichotomies n'a rien à voir avec la sexualité (comme l'expression des mariages dans un arbre généalogique) ni avec des spéciations binaires (une ou deux espèces évoluant à partir d'une autre), car l'arbre n'est pas une généalogie (« qui descend de qui ») mais reflète uniquement un pouvoir explicatif maximal de l'arbre : un arbre totalement dichotomique réussit à restituer uniquement toutes les relations de parenté (« qui est plus proche de qui ») au sein d'un groupe d'organismes soumis à la méthode. La classification actuelle est continuellement remaniée en fonction de nouvelles informations, mais les exemples de classification peuvent toujours avoir à être modifiés car ils dépendent constamment de l'arrivée de nouvelles données empiriques. Par exemple, selon la classification de Lecointre et Le Guyader, la première division de l'ensemble du vivant est pour l'instant réduite à trois clades :
1. Archées ;
2. Bactéries ;
3. Eucaryotes.

Savoir lesquels de ces trois groupes partagent un ancêtre commun qui les distingue du troisième est un sujet de recherche, comme ce l'est d'ailleurs avec tous les taxons non binaires (les « arbres non enracinés », ceux que la recherche n'a pas encore pu diviser en deux taxons de base). Certains chercheurs ont déjà proposé leur propre cladogramme, faisant de deux de ces trois clades un ensemble de deux groupes frères, ensemble qui serait à son tour le groupe frère du troisième. Par exemple, Colin Tudge a proposé un arbre enraciné où les archées et les eucaryotes sont un ensemble de deux groupes frères, ensemble qui, à son tour, est le groupe frère des eubactéries. La classification de Tudge n'est qu'un exemple car les chercheurs sont réellement divisés quant aux différentes positions prises à ce sujet.

## Différences avec la classification traditionnelle
L'approche phylogénétique bouleverse toutes les classifications l'ayant précédée, autant les classifications de biologies fixistes (comme celles développées par Carl von Linné ou par Georges Cuvier) que celles qui suivirent Darwin et qui incluaient la sélection naturelle comme cause de la spéciation. La classification de Linné reposait sur l'adage que toutes les espèces sont apparues en même temps et que celles-ci étaient fixes, alors que la classification phylogénétique illustre les principes d'évolution et de sélection naturelle. Les classifications post-darwiniennes avaient déjà inclus ces mêmes principes évolutifs mais en établissant leur critère de classification sur les rapports d'ancêtre à descendant (généalogie) alors que la classification phylogénétique se base sur le critère de la plus proche parenté entre espèces (phylogénie). L'arrivée de la théorie de l'évolution introduisit l'idée que les taxons ont évolué les uns à partir des autres mais elle ne modifia pas immédiatement les critères de classification, qui jusqu'à l'arrivée de la cladistique proposée par Hennig restèrent essentiellement les mêmes que ceux du temps de Linné.

1 Tuataras (Sphénodons)
2 Lézards
3 Serpents
4 Crocodiles
5 Oiseaux.
Dans la classification classique, le groupe des reptiles ne comprend pas les oiseaux, or d'après la classification cladistique, les plus proches cousins des crocodiles sont les oiseaux, et non les lézards ou les serpents par exemple. Le regroupement traditionnel des crocodiles, lézards et serpents sous le nom de reptile n'est donc pas pertinent, car il désigne étymologiquement un caractère (rampant) et non un organe. Autre exemple : les Ruminants constituent à la fois une classification traditionnelle du fait d'un caractère remarquable et phylogénétique du fait d'un organe spécifique appelé rumen, mais il existe des êtres qui ruminent sans avoir cet organe (les chameaux…) c'est pourquoi ils ruminent sans être des Ruminants.

Arbre simplifié du vivant selon la classification phylogénétique, d’après Woese (1990). Trois groupes principaux ou empires sont proposés : les bactéries, les archées et les eucaryotes.

La classification phylogénétique ne validant que des groupes caractérisés par des caractères dérivés propres (les synapomorphies) ces groupes sont aussi dits monophylétiques, c'est-à-dire d'une seule phylogénie, d'une seule filiation : celle d'un ancêtre et de tous ses descendants. Les classifications qui précédèrent la classification phylogénétique ne tenaient pas compte de la phylogénie mais uniquement d'éléments qui pouvaient parfaitement être contingents ou anthropocentriques (comme le comportement ou comme la privation de caractères humains,), même dans le cas des classifications qui acceptaient la théorie de l'évolution. La classification classique, que ce soit sous son ancienne forme fixiste (Linné, Cuvier) ou sous sa forme évolutionniste post-darwinienne, a ainsi formé des taxons qui, n'étant pas basés sur le principe d'un ancêtre et de tous ses descendants, sont appelés paraphylétiques par la méthode cladistique. Les reptiles en sont un exemple connu. Le groupe d'animaux appelés « reptiles » partage les mêmes ancêtres que ces autres groupes qui étaient appelés « oiseaux » ou « mammifères » au sein de la même classification. Le critère de la monophylie (un ancêtre et tous ses descendants) étant ainsi appliqué, le groupe des « reptiles » est identifié comme ne constituant pas un groupe naturel et il se voit donc invalidé comme critère de classification, alors que dans la langue quotidienne les serpents, les crocodiles, les tortues ou les iguanes sont encore regroupés comme des « reptiles ». Mais, aux yeux des méthodes et des découvertes modernes, ce mot n'a plus la valeur de taxon qu'il avait auparavant dans la classification classique.
Une autre différence avec la systématique classique est que la systématique phylogénétique rejette toute catégorisation des niveaux hiérarchiques. Pour des raisons pratiques, l'arbre phylogénétique donne lui-même la hiérarchie que tentaient de fournir les anciennes catégories qu'étaient les rangs taxinomiques du système linnéen. Ce système exprimait l'idée anthropocentrique et non objective d'une échelle des êtres, une hiérarchie dans laquelle l'homme était le couronnement, et ce autant dans le modèle fixiste créationniste que dans le modèle évolutionniste pré-phylogénétique. Au contraire, la classification phylogénétique offre une vision des êtres vivants qui n'attribue pas de prééminence à certains êtres vivants sur certains autres. L'évolution les a produits en leur donnant la propriété d'être tous adaptés à leur milieu, ce qui les rend égaux face à une tentative de les organiser selon un quelconque ordre hiérarchique qui soit basé sur le critère d'un jugement de valeur. La hiérarchie de la classification phylogénétique est strictement celle de l'emboîtement des taxons les uns à l'intérieur des autres. Les vers de terre ou les cafards ne sont donc pas inférieurs aux êtres humains du point de vue de la classification phylogénétique, ils occupent leur position dans l'arbre phylogénétique tout comme les humains occupent la leur. Les jugements de valeur postulant une « supériorité » ontologique de l'espèce humaine par rapport aux autres espèces, ne font donc plus partie du domaine de l'histoire naturelle, mais des domaines intrinsèquement liés à une idée de transcendance, comme la religion, la métaphysique, la philosophie, la sociologie, la déontologie, la médecine ou la politique.

### Différences remarquables
Quelques exemples de changements contre-intuitifs par rapport à la classification traditionnelle :
- les oiseaux sont des dinosaures, car tous les ancêtres des dinosaures sont aussi des ancêtres des oiseaux[30],[31] ;
- les plus proches parents vivants des crocodiles sont les oiseaux[31] ;
- le concept de « reptile » fut transitoirement abandonné en tant que groupe valide naturel par de nombreux auteurs, car il ne comprend pas tous les descendants d'un ancêtre unique, c'est un groupe paraphylétique[31], mais le nom Reptilia fut ensuite redéfini pour inclure les oiseaux, ce qui le rend monophylétique[32],[33] ;
- le concept de « poisson » est abandonné en tant que groupe valide, pour la même raison que celui des reptiles[34] ;
- les ostéichthyens (anciennement les « poissons osseux ») incluent les mammifères, mais pas les requins[35],[36] ;
- les plus proches parents des cétacés seraient les hippopotames[37]. Le concept d'« artiodactyles », ancien groupe incluant les hippopotames mais excluant les cétacés, est donc abandonné par certains auteurs, mais d'autres incluent simplement les cétacés parmi les artiodactyles (la solution conforme au principe de priorité en nomenclature biologique)[38] ;
- l'ancien groupe des « algues » explose en tous sens, certaines étant groupées avec les plantes vertes, d'autres avec les bactéries[39],[40] ;
- le concept de « protiste » est abandonné, au profit de groupes pouvant mélanger êtres multicellulaires et monocellulaires (par exemple, les straménopiles regroupent les algues brunes — dont le kelp, jusqu'à 60 mètres de long — et les diatomées unicellulaires)[41],[39]. ;
- la division entre Procaryotes et Eucaryotes est soumise à débat, au profit de la division provisoire en trois du vivant[42] ;
- l'application de cette classification aux angiospermes est illustrée par la classification APG (Angiosperms Phylogeny Group)[43] ;
- les girafes (Ruminants) sont plus proches des dauphins (Cétacés) qui ne ruminent pas que des chameaux (Camélidés) qui pourtant sont des ruminants (sans majuscule). En effet leur ancêtre commun se caractérise par un regroupement de certaines phalanges et leurs appareils digestifs respectifs ont évolué bien plus tard. On peut se poser des questions : ou bien l'ancêtre commun avait un signe précurseur de digestion par rumination, ou bien les mêmes causes (absence de préhension du fait de la fusion des phalanges) ont mené aux mêmes effets (adaptation de la digestion), ou bien encore autre chose, ou un mélange de plusieurs facteurs.

## Éléments conservés de la classification traditionnelle
La classification phylogénétique a évincé les critères arbitraires et non objectifs de classification, et les anthropocentrismes. Elle conserve par contre :
- la nomenclature binominale en latin pour nommer les espèces. Deux rangs taxinomiques sont donc conservés, l'espèce et le genre, mais ils n'établissent pas une hiérarchie autre que celle du simple emboîtement des taxons ;
- le latin comme langue véhiculaire pour nommer les taxons ;
- parfois les rangs taxinomiques[12] ;
- l'idée vague d'un arbre évolutif. Cette notion est conservée sous la forme des cladogrammes, mais les rapports entre taxons sont strictement phylogénétiques.

## Nomenclature phylogénétique
Les clades peuvent être nommés dans le contexte de la nomenclature linnéenne, mais cette solution n'est pas optimale car ces codes n'ont pas été conçus à cette fin, et deux codes linnéens importants (le code zoologique et le code botanique) ne requièrent aucunement que les taxons soient monophylétiques. En fait, ces deux codes ne mentionnent même pas les mots "clade" et "monophylie". D'ailleurs, des pionniers de la nomenclature linnéenne ont réalisé dès le XIXe siècle que ce type de nomenclature était appelé à être remplacé à terme. Ainsi, Alphonse de Candolle, dans ses Lois de la nomenclature botanique (publiées en 1867), écrivit (pages 10-11): "Viendra pourtant une époque où les formes végétales actuelles ayant toutes été décrites, les herbiers en offrant des types certains, les botanistes ayant fait, défait, quelquefois refait, élevé ou abaissé, et surtout modifié plusieurs centaines de milliers de groupes, depuis les classes jusqu'aux simples variétés d'espèces, le nombre des synonymes étant devenu infiniment plus considérable que celui des groupes admis, la science aura besoin de quelque grande rénovation dans les formes. Cette nomenclature que nous nous efforçons d'améliorer, paraîtra alors comme un vieil échafaudage, formé de pièces renouvelées péniblement, une à une, et entouré de débris constitués par toutes les parties rejetées qui formeront un encombrement plus ou moins gênant. L'édifice de la science aura été construit, mais il ne sera pas assez dégagé de tout ce qui a servi à l'élever. Alors, peut-être, il surgira quelque chose de tout différent de la nomenclature linnéenne, quelque chose qui sera imaginé pour donner définitivement des noms à des groupes définitifs. Cela est le secret de l'avenir, et d'un avenir encore bien éloigné." 
De même, la préface d'un des premiers codes de nomenclature linnéenne, celui de la Société ornithologique américaine, reconnaît dès 1886 (introduction, p. 5, traduction française récente) que: "Personne ne semble avoir soupçonné, en 1842 [lorsque le code Strickland a été élaboré], que le système linnéen n’était pas l’héritage permanent de la science, ou que, dans quelques années, une théorie de l’évolution allait saper ses fondements mêmes, en changeant radicalement les conceptions des hommes sur les choses auxquelles des noms devaient être donnés." 
Plus récemment, le président de la Commission internationale de nomenclature zoologique avait prévenu que des développements de systèmes de nomenclature alternatifs étaient en développement, et qu'ils pourraient coexister avec la nomenclature linnéenne dans le futur, prédiction qui s'est donc confirmée.
Les progrès en phylogénétique ont révélé un autre problème avec la nomenclature linnéenne, à savoir que les rangs traditionnellement attribués à de nombreux taxons sont incompatibles avec leur hiérarchie, si celle-ci doit refléter la phylogénie. Ainsi, on considère traditionnellement que Reptilia est une classe, Theropoda, un sous-ordre, et Aves, une classe. Pourtant, le taxon Aves ne forme qu'une toute petite partie du taxon Theropoda, et divers taxons compris dans Theropoda incluent Aves, tels que Tetanurae et Maniraptora. Ce problème fut reconnu depuis longtemps,, mais aucune solution n'existe dans le cadre de la nomenclature linnéenne.
En réponse à ces problèmes et après un délai fort considérable, la nomenclature phylogénétique a été développée, comme alternative à la nomenclature linnéenne. Ce développement débuta dans la thèse du paléontologue américain Jacques Gauthier, intitulée Saurischian monophyly and the origin of birds (soutenue à San Francisco en 1986). Les articles fondateurs qui formalisèrent les principes de base de la nomenclature phylogénétique, qui ne requiert pas l'utilisation de rangs absolus (catégories linnéennes), furent publiés à partir de 1990,.
En nomenclature phylogénétique, les définitions des noms les lient à des clades de façon explicite. Il y a trois grands types de définitions: par nœud, par branche, et par apomorphie.
- Une définition par nœud se formule ainsi : « le plus petit clade incluant A, B (éventuellement C, D, etc.) », dans laquelle ces lettres (comme pour les définitions suivantes) représentent des spécimens (typiquement, des types) ou des espèces nominales (et dans ce cas, l'espèce renvoie implicitement à son type).
- Une définition par branche se formule ainsi : « le plus grand clade incluant A (éventuellement, B, C, etc.) mais pas X (éventuellement Y, Z, etc.) ».
- Finalement, une définition par apomorphie se formule ainsi : « le clade diagnostiqué par l'apparition de l'apomorphyie M synapomorphique avec A » (dans ce cas, la lettre M désigne un état de caractère, pas un spécimen ou une espèce). Dans une définition par apomorphie, un taxon doit être spécifié, car un état dérivé peut apparaître de façon convergente (comme l'endothermie chez les tétrapodes, qui est apparue indépendamment chez les mammifères et les oiseaux), ce qui pourrait créer une ambiguïté dans l'application du nom.

Bien que les trois types de définitions puissent être combinées (même au sein d'une seule publication), la définition par apomorphie présente l'inconvénient d'avoir une application ambiguë si l'histoire évolutive du caractère utilisé dans la définition est floue, ce qui peut arriver à cause d'ambiguïté d'optimisation, même chez des taxons actuels, et plus souvent encore lorsqu'on a affaire à des taxons éteints représentés par des fossiles. Pour cette raison, certains auteurs préfèrent éviter les définitions par apomorphies,. Par contre, il peut être avantageux, pour stabiliser la nomenclature (pour faire en sorte que le taxon A soit toujours composé des deux sous-taxons B et C), de combiner l'usage des définitions par noeuds et par branches pour former des triplets, chacun étant composé d'un noeud et de deux branches, comme Amniota, qui peut être subdivisé en Synapsida et Sauropsida.
Le développement d'un code de nomenclature fondé sur la nomenclature phylogénétique, le PhyloCode, débuta en 1997, mais ce code n'entra en vigueur qu'en 2020, avec la publication d'une monographie (intitulée Phylonyms) incluant la première série de taxons établis sous ce code. Phylonyms est donc l'équivalent, pour le PhyloCode, du Systema naturae et du Species plantarum, en nomenclature zoologique et botanique, respectivement.
L'adoption de la nomenclature phylogénétique progresse de façon inégale selon les spécialités et les pays. Ainsi, probablement en partie à cause des incohérences entre les rangs des taxons Aves (une classe) et Reptilia (également une classe) évoquée ci-dessus et du grand nombre de taxons emboîtés entre ces deux clades, les paléontologues travaillant sur les dinosaures mésozoïques (et même d'autres reptiles mésozoïques et actuels) ont fréquemment recours à la nomenclature phylogénétique, allant parfois jusqu'à établir des dizaines de définitions de noms de taxons pré-existants (ce qui constitue une "conversion", selon la terminologie du PhyloCode). Plusieurs botanistes ont également adopté cette nouvelle nomenclature,. Inversement, peu de bactériologistes semblaient avoir adopté ce système (en 2020), à en juger par l'absence de contributions dans ce domaine dans Phylonyms.

## Critiques de la classification phylogénétique
D'un point de vue cladistique, la systématique évolutionniste se fonde subjectivement sur les ressemblances les plus visibles entre les espèces pour fonder les classifications, ce qui ne reflète pas correctement les relations de parenté entre espèces. Cette critique est rejetée par les systématiciens évolutionnistes qui insistent sur l'intérêt des groupes paraphylétiques pour représenter correctement les processus évolutifs. Certains chercheurs, systématiciens évolutionnistes, critiquent le résultat de la classification phylogénétique car les clades ont fortement tendance à regrouper des espèces qui ne se ressemblent pas et au contraire à séparer des espèces qui se ressemblent. Cela est principalement dû à la très grande hétérogénéité de la vitesse de l'évolution d'une branche à l'autre. Ce ne sont donc pas les méthodes de construction des clades qui sont remises en cause mais leur utilisation pour produire une classification formelle. Selon cette école, la classification doit non seulement refléter la topologie de l'arbre de la vie mais également les distances évolutives, ce qui revient à autoriser les groupes paraphylétiques.

## Applications secondaires
Dans le domaine de la biogéographie, l'écologie rétrospective et différentes méthodes d'analyse régressive cherchent, en remontant dans le temps, quand les sources historiques, scientifiques et géologiques (fossiles…) le permettent, à retracer ainsi l'évolution du paysage, voire une « génétique des paysages ». On cherche alors « à établir une classification génétique des paysages actuels, à discerner les héritages et les mutations récentes, à faire la part des dynamiques forestières liées aux potentialités naturelles et des bouleversements résultant des vicissitudes historiques ». Cette approche vise aussi à mieux comprendre comment les écosystèmes et paysages pourront répondre aux dérèglements climatiques attendus.